# Via delle Oche
Via delle Oche è una strada del centro storico di Firenze che va da via dello Studio (piazzetta Cardinale Giovanni Benelli) a via dei Calzaiuoli (canto alla Neghittosa), costeggiando quello che era il complesso murato della canonica del Duomo e incrociando via Santa Elisabetta, via del Campanile e il vicolo del Giglio.

## Storia e descrizione

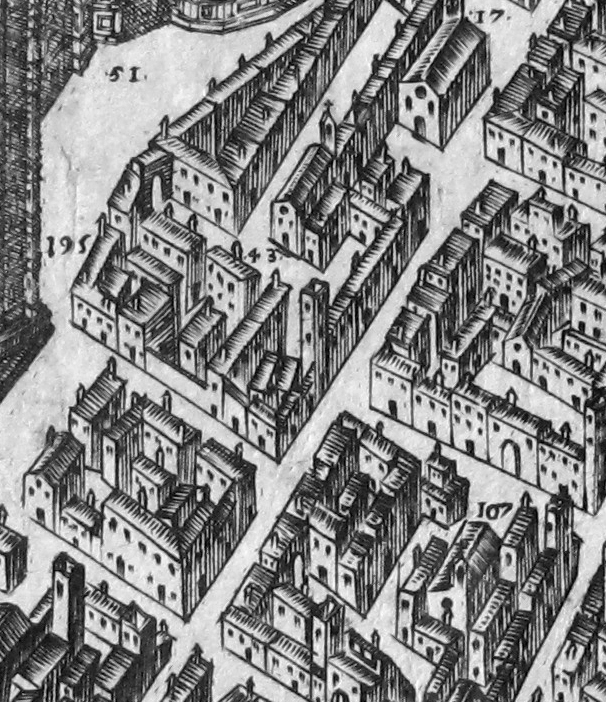
Via delle Oche (al centro) nella pianta del Buonsignori (1584)

La titolazione, antica, è di origine discussa e riferita da parte della letteratura a un mercato delle oche che si teneva annualmente nella vicina piazza del Duomo (oche che in questa strada sembra venissero cucinate in un forno in particolare attivo nel giorno d'Ognissanti, quando queste rappresentavano il pasto tradizionale), da altri "all'obbligo di consegnare un'oca ogni anno ai proprietari dei fondi concessi in locazione". È ugualmente segnalata l'antica denominazione di via dei Cicalini, dal cicalino che poteva indicare sia una cialda simile ai brigidini, sia un tipo di grano grosso, comunque un prodotto che poteva essere acquistato in qualche bottega della via. 
La strada segue il tracciato di un decumano minore della città romana e pare che all'inizio della via, dove c'è la casa Tadaldini, si trovasse una porticciola del primo cerchio delle mura romane.
Il 15 giugno 2021 il primo tratto della strada, a fianco della bottega dell'Opera del Duomo, è stato intitolato "piazzetta cardinale Giovanni Benelli" (senza effetto sulla numerazione civica).

## Descrizione
Attualmente si tratta di una strada a carattere secondario, comunque di aspetto antico (qui ebbero case e torri i Visdomini, i Cavicchiuoli, gli Adimari e gli Altoviti) e di significativo passaggio pedonale, anche in ragione delle varie attività commerciali e artigianali, alcune storiche, che vi hanno sede.

### Edifici
| Immagine | N°      | Nome                                | Descrizione |
| -------- | ------- | ----------------------------------- | --- |
|          | s.n.    | Bottega dell'Opera del Duomo        | Posto a pochi passi dalla cattedrale, si tratta di un edificio insolitamente basso con tetto spiovente, nel quale sono ospitati i laboratori per il restauro e la conservazione degli apparati lapidei del complesso del Duomo. Costruito secondo forme che si ispirano all'antico nella seconda metà del XIX secolo, è frequentato dagli scalpellini moderni, che si occupano della realizzazione di copie di sculture, rilievi e frammenti architettonici da inserire al posto degli originali per ragioni di salvaguardia. Il laboratorio possiede sia strumenti antichi che moderni per la scultura e viene aperto al pubblico una volta all'anno, l'8 settembre in occasione della festa della nascita di Maria. |
|          | 1       | Casa Tedaldini                      | L'edificio sull'altra cantonata su via dello Studio apparteneva in origine ai Tedaldini, che in quest'area vantavano varie proprietà. Rimasto alla famiglia fino al 1416, fu donato nello stesso anno da Giovanni Tedaldini all'ospedale di Santa Maria Nuova. In seguito all'apertura del perimetro della vecchia canonica ed al conseguente sbocco sul Duomo di via dello Studio il palazzo subì notevoli alterazioni e trasformazioni. Dell'antica porticciola, ovvero della "antichissima soglia con degli arpioni che la tradizione vuole appartenesse ad una delle porte del primo cerchio di mura di Firenze", non sembrano sussistere più tracce. Ugualmente non è più presente lo stemma del Popolo fiorentino dipinto in prossimità del canto, con l'iscrizione «Semper restituenda ac servanda antiquitas», stemma e iscrizione già rinnovati in occasione del restauro che interessò l'edificio nel 1884 e ancora documentati in una fotografia pubblicata nel 1972. Dal lato di via delle Oche l'edificio si presenta in effetti nei termini di una palazzina ottocentesca, che tuttavia dell'antica storia conserva un pietrino con la gruccia a indicare la proprietà di Santa Maria Nuova e un vistoso mensolone. Dal lato di via dello Studio, invece, per quanto i piani superiori ripetano il disegno ottocentesco del fronte principale, al terreno, "nel 1911 furono scoperte grandiose arcate di conci di pietra formanti il robusto basamento di un palagio che aveva la facciata principale su via dello Studio e volgeva in Via delle Oche, dove sussistono ancora mensoloni di pietra che accennano all'esistenza di una torre scapezzata".              |
|          | 3       | Palazzo Benivieni                   | Una memoria posta nell'atrio dell'edificio riassume alcuni fondamentali momenti della storia della casa: in antico proprietà della famiglia Scolari, passò nel 1465 agli Altoviti, che nel 1489 la cedettero a messer di Paolo Benivieni. Sempre secondo l'epigrafe si tratterebbe di una "costruzione di puro carattere fiorentino della prima metà del XV secolo". Per Walther Limburger la datazione andrebbe spostata al Cinquecento, come in effetti è ragionevole pensare tenendo presente gli interventi eseguiti sulla più antica fabbrica da parte dei Benivieni. L'edificio fu la prima sede dei Maestri di Posta e oggi si presenta con l'elegante fronte di quattro assi per tre piani più un mezzanino, memore dell'antico disegno che tuttavia, a seguito dei lavori di restauro subiti e delle molte integrazioni, non mostra più di tanto i segni del tempo, lasciando il dubbio sull'effettiva autenticità di ciò che si osserva. |
|          | 5       | Casa Benivieni                      | L'edificio presenta un fronte di quattro assi su tre piani ed è indicato da Walther Limburger (1910), seppure dubitativamente, come dell'inizio del Cinquecento. Tra il 1882 e il 1962 fu utilizzato dalla confraternita Mattir Asurim che, trasferendovi gli arredi delle due sinagoghe già esistenti nel ghetto, vi aveva creato due oratori per il culto ebraico. L'edificio, completamente ristrutturato negli anni in cui Bargellini e Guarnieri compilavano il loro repertorio (1977), è stato prima sede di un istituto bancario, ora di un albergo (Hotel Benivieni). |
|          | 5       | Sinagoghe di via delle Oche         | Nel 1882, poco prima che il ghetto di Firenze fosse demolito, gli arredi delle due sinagoghe ivi esistenti furono trasferiti in due piccoli oratori, entrambi collocati nello stesso edificio di via delle Oche, che era stato regalato da Guglielmo Finzi in gestione alla confraternita Mattir Asurim. I due oratori vennero dedicati rispettivamente al culto italiano e a quello sefardita. Fu qui in via delle Oche che nell'agosto 1944 gli ebrei fiorentini si trovarono a celebrare l'avvenuta Liberazione. Dopo il 1962 gli arredi dei due oratori furono trasferiti in Israele, lasciando a ricordo una lapide sulla parete esterna dell'edificio, postavi nel settembre 1980 dalla comunità ebraica di Firenze. |
|          | 14r-20r | Palazzo e torre de' Visdomini       | L'edificio, che appartenne fin da tempo remoto ai Visdomini, ai primi del XV secolo venne acquistato dagli Operai di Santa Maria del Fiore e incorporato nella "chiusura" della Canonica, a partire dal 1340. Nel 1461 l'edificio (compresa la torre) fu concesso per abitazione all'Arcidiacono del Capitolo fiorentino, carica istituita in quello stesso anno da papa Pio II, e con tale destinazione rimase fino al 1867. Del passaggio nel tempo dei vari prelati testimonia la presenza negli ambienti terreni di vari stemmi delle famiglie Minerbetti e Strozzi. La possibilità da parte degli arcidiaconi di ospitare e appigionare parte degli ambienti portò comunque a legare il luogo anche ad altri illustri personaggi: qui abitarono, ad esempio, il pittore Federico Zuccari (1576-1579) negli anni in cui lavorava agli affreschi della cupola del Duomo, e Scipione Ammirato (1596-1598). Rientrato in possesso dell'Opera nel 1867, il complesso fu interessato nel 1870 da un progetto di restauro affidato a Emilio De Fabris. Oggi conserva ancora i suoi caratteri antichi, con la facciata decorata a bozze di graffito interrotte da una fascia con elementi fitomorfi (lavoro integrato se non del tutto rifatto nel 1884) e finestre ad arco con bozze piane. Tra i graffiti si vede anche un consunto stemma dell'Agnus Dei. In alto è una terrazza, frutto di una aggiunta posteriore. Di fianco sorge l'alta torre medievale (in prossimità del numero 20 rosso), a pianta quadrangolare con la parte inferiore a grossi conci di pietra e la superiore a filaretto: piuttosto alta, per quanto scapezzata, ha sulla sommità una specie di abbaino. |
|          | 9       | Casa de' Ricci                      | Si tratta di un casamento che guarda a via delle Oche con una facciata di cinque piani per altrettanti assi, su via Sant'Elisabetta per tre. I fronti non presentano elementi architettonici di interesse e denotano un radicale intervento di riconfigurazione ottocentesco, Non mancano, tuttavia, alcuni dati a ricostruirne in parte la storia: già dei Ricci, l'edificio passò poi di proprietà ai Del Cittadino e da questi alle monache di San Gaggio. Al terreno, sul lato sinistro, è uno scudo con l'insegna del monastero di San Gaggio o di Santa Caterina al Monte. Dal lato di via Sant'Elisabetta, in alto, è una piccola robbiana di fattura moderna. |
|          | 24r     | Casa                                | Si tratta di una casa profonda per un solo asse, con la facciata principale su via del Campanile sviluppata su quattro assi per quattro piani, costruita o comunque riconfigurata nei termini attuali nel 1925, come dichiarato dall'iscrizione posta sul lato di via della Canonica. Nonostante la datazione, il disegno dei fronti guarda alla tradizione e alla storia locale, sia nella scelta del graffito per la realizzazione del finto bugnato del terreno e degli elementi decorativi ai piani, sia per i motivi che l'adornano, con imprese medicee e, in alto, con le denominazioni dei quattro quartieri storici cittadini accompagnate da elementi rappresentativi delle zone (il battistero per San Giovanni, il sole raggiato per Santa Maria Novella, e via dicendo) pur con la presenza di varie lacune (integrate con la ricostruzione di fasce neutre nel corso dell'ultimo restauro degli intonaci) che interrompono bruscamente l'omaggio figurato alla città.città. |
|          | 11      | Casa                                | L'edificio, posto a guardare via del Campanile e quindi con parte delle finestre volte a uno scorcio della cattedrale, presenta una facciata riconfigurata nell'Ottocento. La porzione basamentale è segnata da quattro arcate (tre di accesso a esercizi commerciali e una d'ingresso alla casa) con i sodi a finto bugnato in pietra, e definita in alto da una fascia con un rilievo continuo a festoni e nastri svolazzanti. Al piano nobile le finestre sono coronate da un timpano triangolare, al superiore architravate, e ancor più semplici si mostrano agli ultimi piani (complessivamente il fronte presenta quattro assi per cinque piani). Corona il tutto una gronda alla romana. L'edificio è in parte occupato da strutture ricettive. |
|          | 4       | Casa dell'Operà di Carità del Duomo | Si tratta di un edificio attualmente di una certa estensione, con i prospetti organizzati sia su via del Campanile sia su via delle Oche (dove attualmente è l'ingresso principale all'edificio) su quattro piani per altrettanti assi di finestre. Non si rilevano all'esterno elementi architettonici d'interesse ma si segnala, sull'ingresso segnato con il civico 1 di via del Campanile, un pietrino che riconduce la proprietà dell'immobile all'Opera di Carità dei Cappellani del Duomo, accompagnato dal numero progressivo 41 in cifre romane, a indicare la posizione dell'edificio nell'elenco delle possessione dell'Opera (si tratta del numero più alto riscontrato nel centro storico relativo ai beni di questa istituzione). Per quanto riguarda il fronte su via delle Oche si segnala la presenza di un rilievo in marmo in prossimità del portone, in ricordo di don Luigi Stefani, cappellano della Misericordia di Firenze. |
|          | 19      | Loggia degli Adimari                | Era qui la loggia della famiglia Adimari, nota come la Neghittosa. Trasformata in osteria, fu progressivamente assorbita dalle nuove edificazioni e quindi abbattuta durante i lavori di allargamento di via dei Calzaiuoli (1842-1844), come documentato da Federico Fantozzi che cita l'edificio come "casa Fabbrini". A ricordare l'antica presenza della loggia e la storia del luogo sono una serie di lapidi in marmo poste sul lato di via delle Oche. L'edificio che attualmente occupa l'area presenta un disegno neorinascimentale, ma decisamente corrente e privo di elementi caratterizzanti. Sul fronte principale che guarda a via dei Calzaiuoli il piano terreno è interrotto, tra il secondo e il quinto asse, da un'ampia mostra che include tre archi e che presenta una decorazione a sgraffito (opportunamente protetta da cristalli) con profusione di candelabre, festoni, puttini e animali fantastici. In alto sono due corone all'interno delle quali ricorrono le date 1733 e 1899: la prima ricorda la nascita qui della "Bottega Dei Pani Dolci” - prima sede e primo nome di quello che sarebbe diventato il Caffè Gilli -, la seconda è presumibilmente da interpretare come data di realizzazione del graffito, o del suo rifacimento su più antiche tracce. |

### Lapidi
La strada è ricchissima di lapidi. Al 3, nell'androne di palazzo Benivieni, si legge:
| PALAZZO BENIVIENI --IN ANTICO PROPRIETÀ DEGLI SCOLARI PASSÒ NEL 1465 A GLI ALTOVITI CHE NEL 1489 LO CEDETTERO A MESSER DI PAOLO BENIVIENI --------------COSTRUZIONE DI PURO CARATTERE FIORENTINO DELLA PRIMA METÀ DEL XVI SECOLO FU LA PRIMA SEDE DEI MASTRI DI POSTA |

Al numero 5 c'è il ricordo delle sinagoghe:
| PER OTTANTA ANNI DAL 1882 AL 1962 QUESTA CASA APPARTENNE ALLA CONFRATERNITA MATTIR ASURIM CHE VI CREÒ DUE ORATORÎ PER IL CULTO EBRAICO QUI NELL'AGOSTO 1944 GLI EBREI FIORENTINI SI RITROVARONO A RINGRAZIARE L'ETERNO PER L'AVVENUTA LIBERAZIONE LA COMUNITÀ ISRAELITICA DI FIRENZE QUESTO RICORDO POSE TISHRÌ 5741 - SETTEMBRE 1980 |

Sulla torre dei Visdomini si legge una lapide dantesca, con stemma dei Visdomini che, dopo essere stato inscatolato in un box di plexiglas dal 2019 al 2002, è stato poi coperto da una rete:
| COSÌ FACEAN LI PADRI DI COLORO CHE, SEMPRE CHE LA VOSTRA CHIESA VACA, SI FANNO GRASSI, STANDO A CONSISTORO. DANTE_PARAD._ XVI_112_114_ |

Sempre nella torre, nell'androne del negozio storico dell'orafo Paolo Penko, si trova un busto di Dante Alighieri con la dedica su lapide: «SETTECENTENARIO / DELLA MORTE DI DANTE / MCCCXXI - MMXXI / SE TU SEGUI LA TUA STELLA / NON PUOI FALLIRE A GLORIOSO PORTO / INFERNO XV, 55-56». Sulla soglia si trova poi incisa una massima di un anonimo fiorentino del Quattrocento: «ET NEUNA COSA, QUANTO SIA MINIMA, PUÒ / AVERE COMINCIAMENTO O FINE SENZA / QUESTE TRE COSE, CIOÈ SENZA POTERE, ET / SENZA SAPERE ET SENZA CON AMORE VOLERE».
Al n. 11 si vede una pietra d'inciampo, dedicata a Diodato Gastone Sadun, qui arrestato nel 1943 e assassinato ad Auschwitz nel 1944.

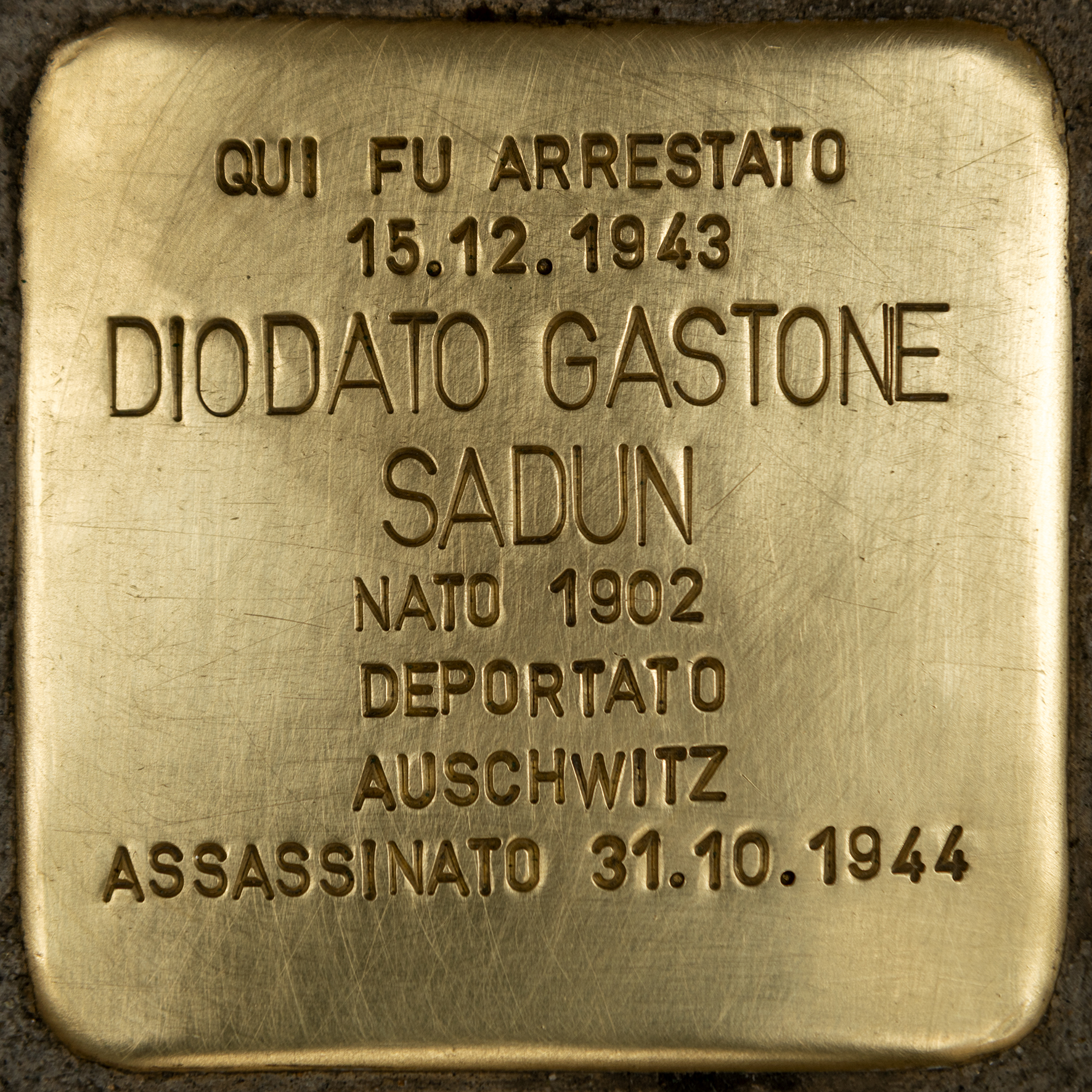

Al n. 4 si trova una lapide dedicata a don Luigi Stefani, cappellano della Misericordia di Firenze:
| DON LUIGI STEFANI DALMATA, SACERDOTE, ALPINO, CAPPELLANO DELLA MISERICORDIA DI FIRENZE ZARA 1913 - FIRENZE 1981 |

Infine sul casamento della loggia degli Adimari, quasi in angolo con via dei Calzaiuoli, si trovano altre tre lapidi. La prima pure dedicata alla Divina Commedia con stemma Adimari:
| L'OLTRACOTATA SCHIATTA CHE S'INDRACA DIETRO A CHI FVGGE, ED A CHI MOSTRA IL DENTE O VER LA BORSA, COM'AGNEL, SI PLACA. DANTE_ PARAD._ XVI_ 115-117. |

Un'altra ricorda il poeta Salomone Fiorentino:
| SALOMONE FIORENTINO DISTINTO POETA PROBO CITTADINO ABITÒ MOLTI ANNI IN QUESTA CASA E VI CESSÒ DI VIVERE IL DI IV.FEBBRAJO MDCCCXV |

L'ultima ricorda la loggia, già degli Adimari Cavicciuoli (sic "Cavicciuli"):
| LA CELEBRE LOGGIA DEGLI ADIMARI CAVICCIULI DENOMINATA LA NEGHITTOSA IN QUESTO LUOGO ERA POSTA |

### Tabernacoli

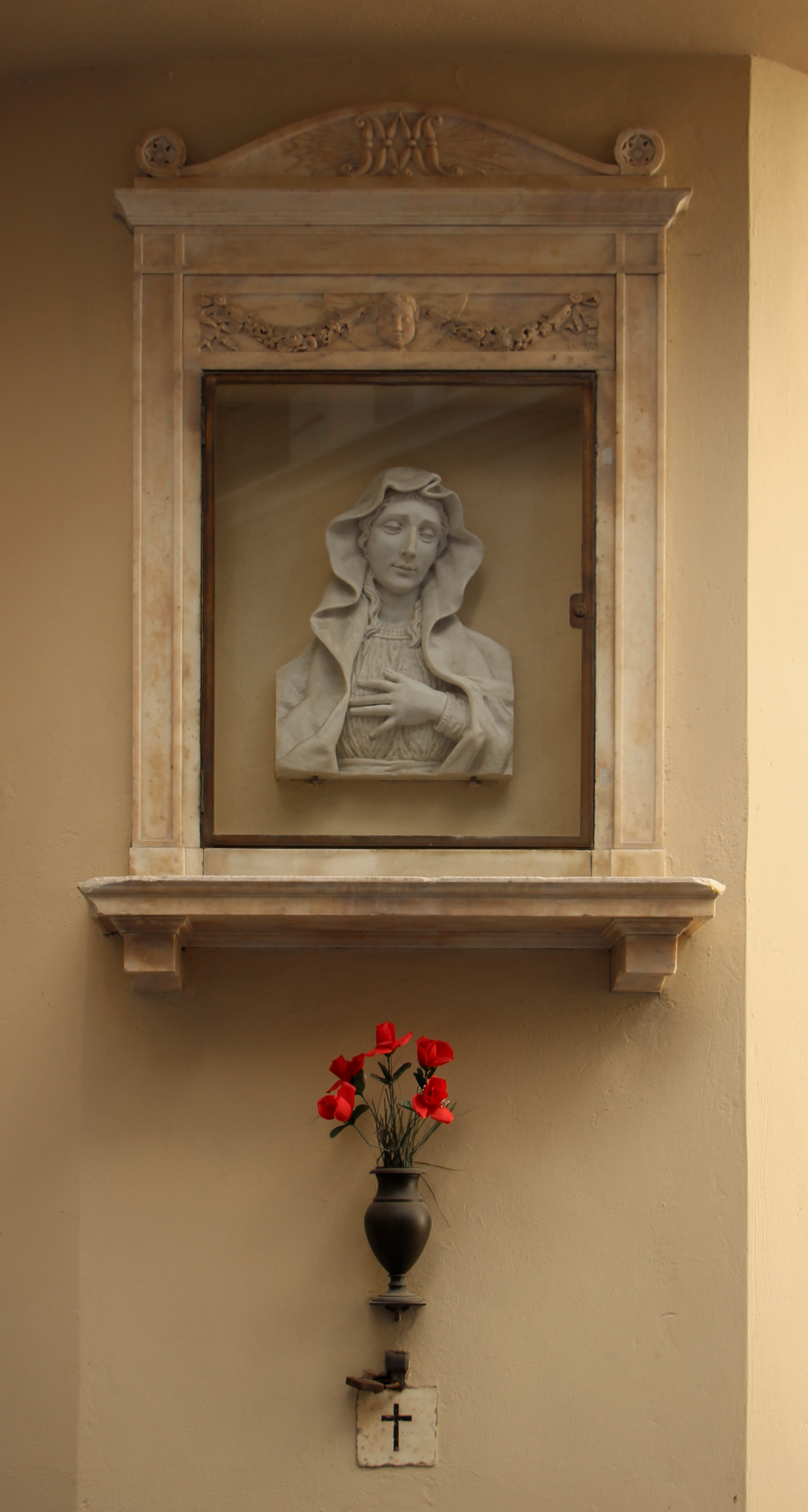
Tabernacolo della bottega dell'Opera del Duomo

Sulla bottega dell'Opera del Duomo, in angolo con via dello Studio (piazzetta Cardinale Giovanni Benelli), è un'edicola quadrangolare in marmo bianco, costituita da un fastigio ad arco terminante a volute contenenti rosette, con il monogramma mariano raggiato al centro, contenente un vano il cui fregio reca una protome angelica al centro di un festone floreale. Il tabernacolo, evidentemente da datarsi al primo Ottocento per l'evidente carattere neoclassico, era rimasto vuoto e nel 1954, probabilmente su sollecitazione del Comitato per l'Estetica Cittadina, era stato decorato da una Madonna col Bambino e sant'Anna, donata da Primo Conti, che però venne rubato il 7 dicembre 1980. Dopo essere rimasto a lungo vuoto, ha contenuto un tondo di terracotta dipinto da Galeazzo Auzzi, raffigurante l'Eucaristia, e infine (dagli anni 2010) un busto ad altorilievo della Madonna Annunciata, opera di un artista dei laboratori dell'Opera del Duomo. Più in basso si trova sostegno per un vaso per fiori e un tassello marmoreo con una croce.
Nell'edificio in angolo con via Sant'Elisabetta, lato orientale, si vede in alto poco oltre la cantonata una piccola immagine votiva con una terracotta invetriata di colore blu e bianco e forma centinata, che rappresenta la Madonna in adorazione del Bambino e san Giovannino, su una base che contiene un Angelo cherubino.

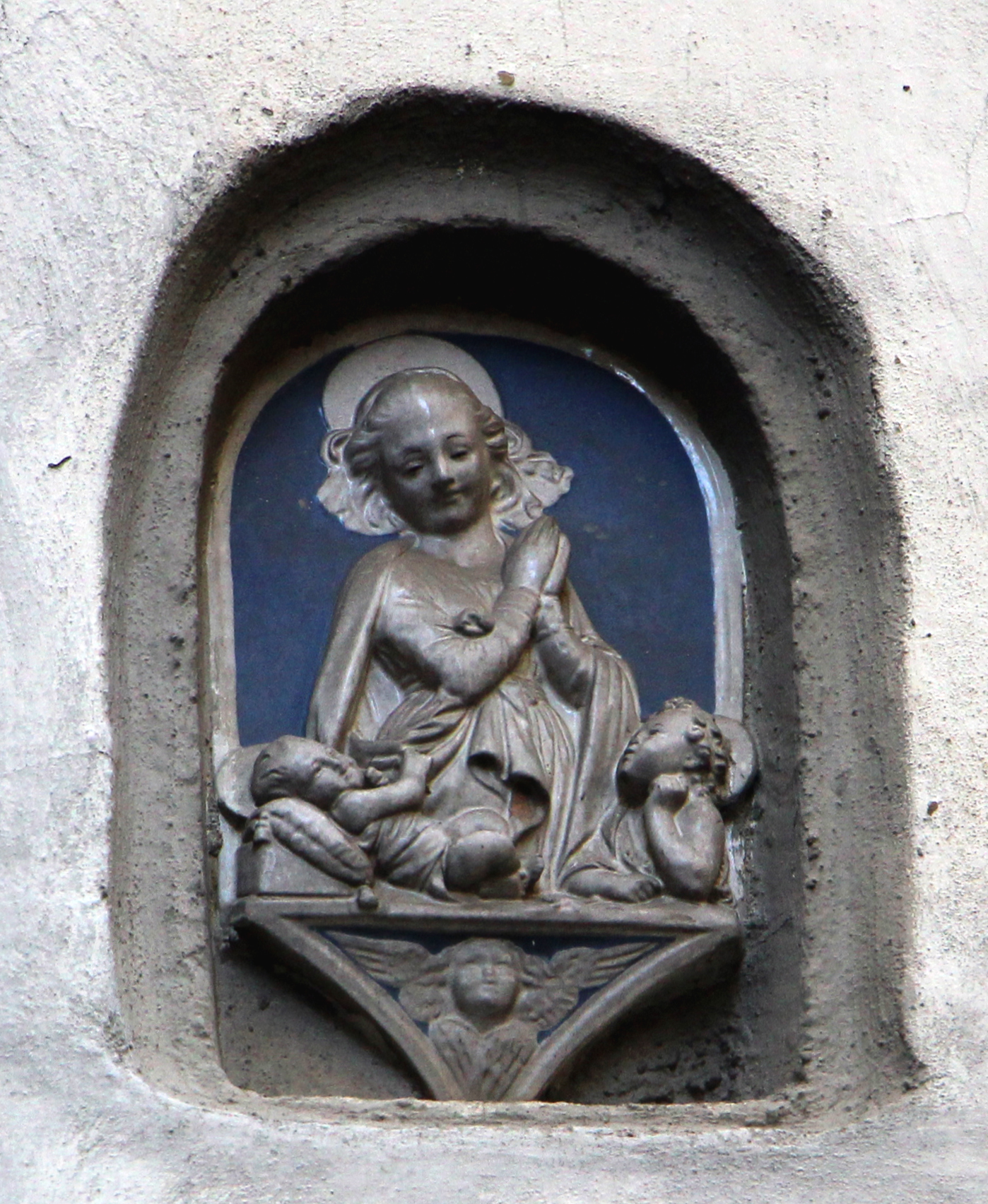
Tabernacolo in angolo con via Sant'Elisabetta